# Camila Martins Pereira
Camila Martins Pereira, nota come Camila o Camilinha (São Bento do Sul, 10 ottobre 1994), è una calciatrice brasiliana, centrocampista del Palmeiras e della nazionale brasiliana.

## Carriera

### Nazionale
Camila viene convocata dalla federazione calcistica del Brasile (Confederação Brasileira de Futebol - CBF) nel 2014 per vestire la maglia della formazione Under-20, inserita in rosa dal tecnico Dorival Bueno nella squadra che partecipa al Mondiale di Canada 2014. Scende in campo in tutti i tre incontri disputati dalla sua nazionale che, inserita nel gruppo B, pareggia 1-1 la prima partita con le pari età della Cina ma perdendo le successive, 1-0 con gli Stati Uniti e 5-1 con la Germania, viene eliminata già alla fase a gironi.
Di due anni più tardi è il suo debutto nella nazionale maggiore, chiamata dal Commissario tecnico Vadão per l'amichevole del 23 luglio 2016 vinta 3-1 con l'Australia, rilevando Tamires Cássia Dias Gomes al 46'. Negli anni successivi, con la direzione tecnica della squadra affidata a Emily Lima fino all'estate 2017, Camila gioca diverse amichevoli e partecipa alle edizioni 2017 e 2018 del Tournament of Nations, torneo a invito organizzato dalla federazione calcistica degli Stati Uniti d'America (USSF), giocando in entrambe tutti i tre incontri e siglando, nella prima, due reti, quelle con cui all'87' fissa sull'1-1 la partita con il Giappone e la rete che apre le marcature con l'Australia, poi terminata 6-1 per le Matildas.
Nel 2019 il Vadão la inserisce nella lista delle 23 calciatrici convocate al Mondiale di Francia 2019, tuttavia non viene mai utilizzata nel torneo. La squadra, dopo aver superato la fase a gironi, viene eliminata agli ottavi di finale dalla Francia solo ai tempi supplementari.

## Palmarès

### Club

#### Competizioni internazionali
- Coppa Libertadores: 1

Palmeiras: 2022